# Partido Comunista de Cuba
Partido Comunista de Cuba (dansk: Cubas Kommunistiske Parti) er et kommunistisk parti på Cuba, som blev dannet i 1965 efter sammenlægning af Socialistisk Folkeparti (Cuba) (dannet i 1920), 26. juli-bevægelsen (dannet i 1955) og El Directorio Revolucionario (dannet i 1954). Disse tre partier var allerede fra 1961 samlet i Integrede Revolutionære Organisationer (IRO), men IRO blev ikke officielt regnet som et politisk parti. 
Det cubanske kommunistparti er en af den marxistisk-leninistiske skole, derved at de er baseret på Karl Marxk og Vladimir Lenins teorier, men ikke Mao Tse-tung (maoismen) og Josef Stalin (stalinisme). Partiet er også inspireret af den cubanske frigørelsesforkæmper José Martí fra Den cubanske uafhængighedskrig. Partiets ungdomsorganisation er Unión de Jóvenes Comunistas, som har omkring 600.000 aktive medlemmer.
Partiets leder i dag er Raúl Castro. Han er bror og efterfølger efter partiets grundlægger Fidel Castro. Både Raul og Fidel var blandt lederne af 26. juli-bevægelsen og den cubanske revolution i 1959. Partiet har i dag omkring 800.000 medlemmer, ved partiets 6. kongres den 16. – 19.april 2011 var der omkring 1000 delegerede.

### Eksterne
- Det cubanske kommunistiske partis hjemmeside Arkiveret 20. april 2011 hos  Wayback Machine

| Portal | Portal:Kommunisme |

| Politisk parti | Spire Denne artikel om et politisk parti eller gruppe er en spire som bør udbygges. Du er velkommen til at hjælpe Wikipedia ved at udvide den. |

Partido Socialista Popular (Cuba)
20°59′28″N 77°25′41″V / 20.991°N 77.428°V